# Microcooperazione
Il termine microcooperazione, declinato anche come micro-cooperazione e micro cooperazione, identifica uno dei possibili livelli (da alcuni chiamato "approccio") di cooperazione internazionale allo sviluppo, in particolare le attività realizzate dai soggetti direttamente interessati, siano essi beneficiari o gestori di programmi, progetti o iniziative.

## Storia
La microcooperazione si distingue da almeno un altro livello della cooperazione allo sviluppo, definibile gerarchicamente "superiore", che è quello della macrocooperazione, connotato da temi di portata più ampia (giustizia, economia e finanza, grandi infrastrutture, circolazione delle persone etc.) la cui competenza è delle istituzioni che rappresentano le alte cariche e/o gli organi di uno Stato a ciò deputati in base al dettato costituzionale.
Se la macrocooperazione è stato l'approccio dominante dagli anni sessanta fino a metà degli anni ottanta, un diverso approccio ai paesi in via di sviluppo ha spinto la cooperazione internazionale verso gli interventi di microcooperazione, ampliatisi a partire dalla fine degli anni ottanta, cresciuti ulteriormente negli anni novanta ed infine assestatisi negli anni duemila. Gli interventi di microcooperazione, lungi dal sostituire la macrocooperazione, si sono affiancati ad essa colmandone alcune lacune.

## Caratteristiche
La microcooperazione può definirsi come modello decentralizzato di cooperazione allo sviluppo, a differenza del modello centralizzato espresso dalla macrocooperazione.
I soggetti che si occupano di microcooperazione sono gli enti locali, ONG, volontari, sindacati, immigrati, PMI, cooperative sociali, ed altri enti che cercano di sviluppare reti locali di capitale sociale, assumendo che i paesi in via di sviluppo siano soggetti attivi nell'individuare i propri bisogni e nel migliorare le proprie condizioni (approccio bottom-up).